# Liste von Zwischenfällen mit der Lockheed Constellation
Die Liste von Zwischenfällen mit der Lockheed Constellation zeigt eine Übersicht über Zwischenfälle mit Todesfolge oder Totalschaden von Flugzeugen des Typs Lockheed Constellation.
Vom Erstflug 1943 bis zum Einsatzende kam es zu 28 Totalverlusten der Lockheed L-049/L-149 Constellation. Bei 18 davon kamen 590 Menschen ums Leben.
Beim Einsatz der Lockheed L-649/L-749 Constellation kam es von 1948 bis Januar 2022 zu 37 Totalverlusten. Bei 22 davon kamen 538 Menschen ums Leben.
Die untenstehende Liste ist für alle Varianten vollständig (L-049, L-149, L-649 und L-749 Constellation).

## 1940er-Jahre
- Am 18. September 1945 kam es mit einer Lockheed L-049/C-69 Constellation der United States Army Air Forces (USAAF) (Luftfahrzeugkennzeichen 42-94551), die jedoch von der US-amerikanischen Pan American World Airways (Pan Am) für die USAAF betrieben wurde, zu einer Bauchlandung auf dem Topeka Army Airfield (Kansas, USA). Während des Reiseflugs war ein Brand im Triebwerk Nr. 1 (links außen) entstanden. Beim eingeleiteten Notsinkflug fiel das Triebwerk ab. Alle 29 Insassen, zehn Besatzungsmitglieder und 19 Passagiere, überlebten den Unfall.[3][4]

- Im Jahr 1946 (Anfang 1946, genaues Datum unbekannt) wurde eine Lockheed L-049/C-69 Constellation der United States Army Air Forces (43-10314) versehentlich im Mittelmeer direkt an der französischen Küste gelandet. Über Personenschäden ist nichts bekannt. Das geborgene Wrack wurde in Toulouse als Ersatzteilspender für zwei andere Constellation genutzt.[5][6]

- Am 29. März 1946 wurde eine Lockheed L-049 Constellation der US-amerikanischen Trans World Airlines (TWA) (NC86510) bei der Landung auf dem Flughafen Washington National (USA) mit viel zu hoher Geschwindigkeit aufgesetzt. Auch waren die Landeklappen noch nicht vollständig ausgefahren. Die Maschine geriet von der Landebahn ab, kollidierte mit einem Transformatorgebäude aus Beton und kam in einem Entwässerungsgraben zum Liegen. Alle 12 Insassen überlebten den Unfall. Das Flugzeug wurde irreparabel beschädigt.[7]

- Am 11. Juli 1946 kam es wegen eines elektrischen Defekts in einer Lockheed L-049 Constellation der US-amerikanischen Trans World Airlines (TWA) (NC86513) zu einem Brand mit extrem starker Rauchbildung. Trotz geöffneter Dachluke und Cockpitfenster konnte der Kapitän weder die Instrumente noch das Gelände sehen. Er versuchte, ohne Sicht eine Notlandung im Gelände 4,5 Kilometer nordwestlich des Reading Municipal Airport (Pennsylvania, USA) durchzuführen. Nach einer Kollision mit Stromleitungen stürzte die Maschine, die sich auf einem Trainingsflug befand, zu Boden und wurde zerstört. Von den sechs Besatzungsmitgliedern kamen 5 ums Leben (siehe auch Transcontinental-and-Western-Air-Flug 513).[8]

- Am 24. September 1946 fuhr der Kopilot das Fahrwerk einer Lockheed L-049 Constellation der US-amerikanischen Pan American World Airways (Pan Am) (NC88831) bei der Landung auf dem Flughafen Shannon (Irland) versehentlich ein, was zum Totalverlust der Maschine führte. Alle 36 Insassen überlebten den Unfall.[9]

- Am 12. Oktober 1946 wurde eine Lockheed L-049-46-28 Constellation der US-amerikanischen Trans World Airlines (TWA) (NC86512) auf einem Positionierungsflug am Flughafen Wilmington (Delaware) (Delaware, USA) zerstört, als versucht wurde, sie während des Durchzugs einer Gewitterfront zu landen. Die Flugsicherung hatte davon abgeraten, ebenso wie dann von der Nutzung der nassen und ungeeigneten Landebahn 14. Trotz 14 Knoten Rückenwind bestand der Kapitän darauf. Als er bemerkte, dass die Landebahnlänge nicht ausreichte, wollte er zunächst durchstarten und gab Vollgas. Dann aber brach er auch dies wieder ab und zog das Gas heraus. Das Flugzeug verließ die Bahn, raste durch Bäume und rutschte über eine Landstraße, wobei es mit zwei Autos kollidierte. Es rutschte noch 650 Meter weiter, bis es in Flammen aufging. Erstaunlicherweise überlebten alle acht Besatzungsmitglieder, die einzigen Insassen, den Unfall.[10]

- Am 28. Dezember 1946 kollidierte eine Lockheed L-049 Constellation der US-amerikanischen Trans World Airlines (TWA) (NC86505) im Anflug auf den Flughafen Shannon (Irland) 1500 Meter westnordwestlich des Flughafens mit dem Gelände. Auslöser war eine fehlerhafte Höhenanzeige, die durch das Vertauschen zweier Leitungen durch das Wartungspersonal bedingt war. Dieses hatte außerdem die nach einer solchen Reparatur vorgeschriebenen Tests zwar bescheinigt, aber nicht durchgeführt. Durch diesen Wartungsfehler wurden 9 der 23 Insassen getötet, vier Besatzungsmitglieder und 5 Passagiere (siehe auch Transcontinental-and-Western-Air-Flug 6963).[11]

- Am 11. Mai 1947 stürzte eine Lockheed L-049 Constellation der US-amerikanischen Trans World Airlines (TWA) (NC86508) etwa 11 Kilometer vom Cape May Point (New Jersey) entfernt in den Atlantik. Die Maschine befand sich auf einem Trainingsflug vom und zum Flughafen Wilmington (Delaware) (Delaware, USA), als sie aus einer Höhe von knapp 800 Metern in einen Spiralsturz überging und abstürzte, nachdem es offensichtlich zu einem Kontrollverlust gekommen war. Alle 4 Besatzungsmitglieder, die einzigen Insassen, kamen ums Leben.[12]

- Am 19. Juni 1947 fiel bei einer Lockheed L-049 Constellation der US-amerikanischen Pan American World Airways (Pan Am) (NC88845) ein Triebwerk aus. Die Überhitzung der Motoren während des dreimotorigen Fluges führte zum Brand eines der Triebwerke und Feuer in der linken Tragfläche. Daraufhin wurde eine Notlandung bei al-Mayadin in der Wüste Syriens durchgeführt. Die Maschine befand sich auf dem planmäßigen Flug von Karatschi nach Istanbul. Von den 36 Insassen kamen 14 ums Leben (siehe auch Pan-Am-Flug 121).[13]

- Am 18. November 1947 kam es mit einer Lockheed L-049-46-26 Constellation der US-amerikanischen Trans World Airlines (TWA) (NC86507) zu einer Bruchlandung am Flughafen Wilmington (Delaware) (Delaware, USA). Die auf einem Trainingsflug befindliche Maschine setzte 40 Meter vor der Landebahn auf und kollidierte mit einem Damm. Sie wurde wieder hochgeschleudert, schlug auf der Landebahn auf und rutschte 390 Meter weiter. Dabei drehte sie sich auf den Rücken, wobei die rechte Tragfläche abriss. Das freigewordenen Flugbenzin führte zu einer Explosion, die das Flugzeug zerstörte. Alle 5 Besatzungsmitglieder kamen ums Leben.[14]

- Am 21. Januar 1948 wurde eine Lockheed L-649 Constellation der US-amerikanischen Eastern Air Lines (NC111A) bei der Landung auf dem Flughafen Boston-Logan (Massachusetts, USA) irreparabel beschädigt. Die Landebahn war mit 13 mm Neuschnee bedeckt, vor allem aber auch mit Schneeverwehungen. Nach der Kollision des linken Hauptfahrwerks mit einer solchen drehte sich die Maschine nach links und krachte dort in einen größeren Schneehaufen, woraufhin ein Feuer in der Tragfläche ausbrach. Alle 25 Insassen, fünf Besatzungsmitglieder und 20 Passagiere, überlebten. Die Unfallermittler sahen die Schuld für den Totalschaden beim Flughafenbetreiber, bei dem örtlichen Betriebsinspektor der Luftfahrtbehörde CAA und beim Stationsleiter der Fluggesellschaft, die alle nicht für einen ordnungsgemäßen Zustand der Landebahnoberfläche gesorgt hatten.[15]

- Am 15. April 1948 schlug eine Lockheed L-049 Constellation der US-amerikanischen Pan American World Airways (Pan Am) (NC88858) bei Nacht vor der Landebahnschwelle des Flughafens Shannon auf und kollidierte mit einem Steinwall. Ein wichtiger Teil der Instrumentenbeleuchtung war defekt und bei der vorhergehenden Zwischenlandung in London nicht repariert worden. Das Fahrwerk und alle vier Triebwerke wurden abgerissen, der Rumpf zerbrach in drei Stücke und rutschte noch knapp 200 Meter weiter. Bei dem Unfall kamen 30 der 31 Insassen ums Leben; es überlebte nur ein Fluggast (siehe auch Pan-Am-Flug 1-10).[16]

- Am Abend des 20. Oktober 1948 wurde eine vom Chefpiloten der niederländischen KLM Royal Dutch Airlines, Dirk Parmentier, gesteuerte Lockheed L-049 Constellation (PH-TEN) während des Landeanflugs auf den Flughafen Prestwick (Schottland) fünf Kilometer östlich des Flughafens in Hochspannungsleitungen geflogen. Durch diesem CFIT (Controlled flight into terrain) wurden alle 40 Personen an Bord getötet.[17][18]

- Am 25. November 1948 geriet eine Lockheed L-049 Constellation der US-amerikanischen Trans World Airlines (TWA) (NC90824) bei der Landung auf dem Flughafen Los Angeles (Kalifornien, USA) plötzlich in eine aufliegende Nebelbank, die vorher nicht erkannt wurde. Das Aufsetzen fiel derart hart aus, dass die Tragflächenstruktur deformiert und das Triebwerk Nr. 4 (rechts außen) so weit nach unten gedrückt wurde, dass dessen Propeller den Boden berührte. Daraufhin brach in diesem Bereich Feuer aus. Nach einer (sinnvollen) Gewaltbremsung kam das Flugzeug 460 Meter nach dem Aufsetzpunkt und 60 Meter links von der Landebahn zum Stehen. Obwohl sofort ein größeres Feuer ausbrach, konnten alle 23 Insassen noch rechtzeitig evakuiert werden. Es war der 7. Totalverlust einer Constellation bei TWA in gut 2 Jahren; weitere 5 folgten noch.[19]

- Am 23. Juni 1949 stürzte eine Lockheed L-749 Constellation der niederländischen KLM Royal Dutch Airlines (PH-TER, „Roermond“) auf dem Flug von Kairo nach Amsterdam nahe Bari ins Mittelmeer. Alle 33 Personen an Bord verloren ihr Leben.[20][21]

- Am 12. Juli 1949 wurde eine Lockheed L-749 Constellation der niederländischen KLM Royal Dutch Airlines (PH-TDF) im Anflug auf den Flughafen Bombay-Santacruz in einen Hügel fünf Kilometer östlich des Flughafens geflogen. Bei diesem CFIT (Controlled flight into terrain) wurden alle 45 Personen an Bord getötet, elf Besatzungsmitglieder und 34 Passagiere.[22]

- Am 28. Oktober 1949 wurde eine Lockheed L-749 Constellation der Air France (F-BAZN) auf der Azoreninsel São Miguel im Landeanflug auf den Flughafen Santa Maria in den Berg Monte Redondo geflogen. Die Maschine war auf dem Flug von Paris nach New York. Alle 48 Menschen an Bord wurden getötet (siehe Air-France-Flug 009).[23]

## 1950er-Jahre
- Am 28. Juli 1950 flog eine Lockheed L-049 Constellation der Panair do Brasil (PP-PCG) auf einem Linienflug von Rio de Janeiro nach Porto Alegre (Brasilien) ins Gelände. Im Anflug auf den Militärflugplatz Gravatai Air Base bei Porto Alegre kollidierte das Flugzeug mit einer Stromleitung auf einem nur 200 Meter hohen Hügel 15 Kilometer nordnordöstlich der Landebahn. Bei diesem CFIT (Controlled flight into terrain) wurden alle 51 Insassen getötet, 7 Besatzungsmitglieder und 44 Passagiere.[24][25]

- Am 31. August 1950 wurde eine Lockheed L-749A Constellation der US-amerikanischen Trans World Airlines (TWA) (N6004C) auf dem Flug von Kairo nach Rom-Ciampino bei einer nächtlichen Notlandung im Wadi Natrun (Ägypten) zerstört, etwa 100 Kilometer westnordwestlich des Startflughafens. Während des Steigflugs war im Triebwerk 3 (rechts innen) ein größerer Brand ausgebrochen. Nachdem der Motor herausgebrochen war, versuchten die Piloten eine Notlandung, die in der Dunkelheit jedoch missglückte. Alle 55 Insassen, 7 Besatzungsmitglieder und 48 Passagiere, kamen ums Leben (siehe auch Trans-World-Airlines-Flug 903).[26]

- Am 3. November 1950 wurde eine Lockheed L-749 Constellation der Air India (VT-CQP) im Sinkflug auf den Flughafen Genf in den Mont Blanc, Frankreich, geflogen und zerschellte. Die Maschine befand sich auf dem Flug von Bombay über Kairo und Genf nach London. Alle 48 Insassen wurden getötet (siehe Air-India-Flug 245).[27]

- Am 18. November 1950 musste eine Lockheed L-049 Constellation der Trans World Airlines (TWA) (N86511) nach Ausfall zweier der vier Triebwerke auf dem Flughafen Long Beach (Kalifornien, USA) notgelandet werden. Die Maschine setzte erst nach gut der Hälfte der Landebahnlänge auf und konnte auf der rutschigen Bahn nicht mehr zum Stehen gebracht werden. Dabei brach das rechte Hauptfahrwerk zusammen und das Flugzeug kam erst nach rund 430 Metern zum Stillstand. Alle 60 Insassen überlebten.[28]

- Am 19. März 1951 kam es mit einer Lockheed L-749 Constellation der Trans World Airlines (TWA) (N91202) auf dem Flughafen Phoenix (Arizona, USA) zu einer Bauchlandung. Die Piloten hatten vergessen, das Fahrwerk auszufahren. Alle 34 Insassen überlebten.[29]

- Am 22. Juni 1951 wurde eine Lockheed L-049 Constellation der US-amerikanischen Pan Am (N88846) im Anflug auf den Flughafen Monrovia, Liberia, bei schlechtem Wetter unterhalb der Sicherheitsflughöhe in einen 300 m hohen Hügel geflogen. Bei diesem CFIT (Controlled flight into terrain) wurden alle 40 Insassen getötet, neun Crewmitglieder und 31 Passagiere.[30]

- Am 23. März 1952 wurde eine aus Karatschi kommende Lockheed L-749A-79-33 Constellation der niederländischen KLM Royal Dutch Airlines (PH-TFF) bei einer Bruchlandung mit Triebwerksbrand auf dem Flughafen Bangkok-Don Mueang zerstört, nachdem sich im Anflug ein Propellerblatt gelöst hatte. Alle 44 Personen an Bord überlebten den Totalschaden.[31]

- Am 22. Januar 1953 kam es mit einer Lockheed L-049 Constellation der US-amerikanischen Intercontinent Airways (N38936) auf dem Lockheed Air Terminal Burbank (Kalifornien, USA) zu einer Bauchlandung. Alle fünf Besatzungsmitglieder, die einzigen Insassen auf dem Testflug, überlebten den Unfall. Das Flugzeug wurde irreparabel beschädigt.[32]

- Am 17. Juni 1953 wurde eine Lockheed L-049 Constellation der brasilianischen Panair do Brasil (PP-PDA) 6,5 Kilometer südwestlich des Zielflughafens São Paulo-Congonhas (Brasilien) in einem engen Tal ins Gelände geflogen. Die aus Rio de Janeiro kommende Maschine wurde zerstört. Bei diesem CFIT (Controlled flight into terrain) wurden alle 17 Insassen getötet, sieben Besatzungsmitglieder und 10 Passagiere.[33]

- Am 3. August 1953 entstanden an einer Lockheed L-749A Constellation der französischen Air France (F-BAZS) auf einem Nachtflug von Rom nach Beirut starke Vibrationen, woraufhin das Triebwerk Nr. 3 (rechts innen) von der Tragfläche abbrach. Die Vibrationen blieben bestehen und die Flughöhe konnte nicht mehr gehalten werden. Bei Fethiye (Türkei) wurde eine Notwasserung im Mittelmeer durchgeführt, 2400 Meter von der Küste entfernt. Beim Untergang des Flugzeugs kamen 4 Passagiere von den insgesamt 42 Insassen ums Leben. Auslöser war zunächst der Bruch eines Propellerblatts mit folgender starker Unwucht. Das Wrack wurde erst im Jahr 2018 von einem Schiff der türkischen Marine entdeckt.[34]

- Am 1. September 1953 kollidierte eine Lockheed L-749A Constellation der Air France (F-BAZZ) während des Sinkfluges auf die südfranzösische Stadt Nizza mit einem Berg 80 Kilometer nördlich Nizza, Frankreich. Bei diesem CFIT (Controlled flight into terrain) wurden alle 42 Insassen getötet, 9 Besatzungsmitglieder und 32 Passagiere.[35]

- Am 19. Oktober 1953 wurde eine Lockheed L-749A Constellation der US-amerikanischen Eastern Air Lines (N119A) kurz nach dem Start vom Flughafen New York-Idlewild in den Boden geflogen. Ursache war die fehlerhafte Wahrnehmung der Fluglage durch die Piloten beim Start in ein Nebelgebiet. Bei diesem CFIT (Controlled flight into terrain) wurden zwei der 27 Insassen getötet (siehe auch Eastern-Air-Lines-Flug 627).[36]

- Am 13. März 1954 setzte eine Lockheed L-749A Constellation der britischen BOAC (G-ALAM) bei der Landung auf dem Flughafen Singapur-Kallang vor der Landebahn auf und streifte einen Deich. Beim erneuten Aufsetzen, nun auf der Landebahn, brach das beschädigte Fahrwerk zusammen und die rechte Tragfläche vom Rumpf ab. Das Flugzeug drehte sich auf den Rücken und brannte aus. Als Ursachen wurden ein instabiler Anflug mit zu frühem Aufsetzen sowie Übermüdung der Piloten ermittelt. Von den 40 Insassen kamen 33 ums Leben, zwei Besatzungsmitglieder sowie sämtliche 31 Passagiere.[37]

- Am 9. August 1954 wurde eine Lockheed L-749A-79 Constellation der kolumbianischen Avianca (HK-163) 9 Kilometer westsüdwestlich des Startflughafens Lajes (Azoren, Portugal) in nur in 620 Metern Höhe in einen Berg geflogen. Der Kapitän hatte nach dem Start eine Linkskurve geflogen, statt wie vorgeschrieben und vom Kontrollturm eigens noch einmal mitgeteilt nach rechts zu fliegen. Bei diesem CFIT (Controlled flight into terrain) wurden alle 30 Insassen getötet, neun Besatzungsmitglieder und 21 Passagiere.[38][39]

- Am 25. August 1954 begann eine Lockheed L-749 Constellation der französischen Air France (F-BAZI) bei der Landung auf dem Flughafen Gander (Neufundland, Kanada), auf der nassen Landebahn nach links zu driften. Alle Versuche der Piloten, die Maschine auf der Landebahn zu halten, misslangen und das Flugzeug rutschte nach links von der Bahn in einen 7 Meter breiten Graben. Alle 67 Insassen, neun Besatzungsmitglieder und 58 Passagiere, überlebten den Unfall. Das Flugzeug wurde irreparabel beschädigt.[40]

- Am 11. April 1955 wurde an Bord einer Lockheed L-749A Constellation der Air India (VT-DEP) durch eine Zeitbombe eine Explosion verursacht. Die Maschine befand sich im Reiseflug zwischen Hongkong und Jakarta. Die Bombe war im rechten Hauptfahrwerkschacht platziert gewesen, wo sie bei ihrer Detonation Treibstoffleitungen zerriss und ein Feuer auslöste. An der rechten Tragfläche entstand ein Feuer, woraufhin Triebwerk Nr. 3 abgestellt wurde. Während eines Notsinkflugs fielen auch die hydraulischen und elektrischen Systeme aus. Aufgrund des dichten Rauchs im Cockpit missglückte eine Notwasserung bei den Natuna-Inseln (Indonesien), da die Maschine mit der rechten Tragflächenspitze zuerst auf dem Wasser aufschlug und abstürzte. Wahrscheinlich war der Premierminister der Volksrepublik China Zhou Enlai das Ziel des Anschlags, der jedoch erst drei Tage später nach Jakarta reiste. Von den 19 Insassen kamen 16 ums Leben, fünf Besatzungsmitglieder und alle 11 Passagiere.[41][42]

- Am 16. Juni 1955 wurde eine Lockheed L-049 Constellation der brasilianischen Panair do Brasil (PP-PDJ) 12,9 Kilometer südwestlich des Zielflughafens Asunción (Paraguay) ins Gelände geflogen. Ursachen waren eine falsche Einstellung des Höhenmessers und Abweichung vom Anflugverfahren durch falsche Zeitablesung. Ein wesentlicher Faktor war Übermüdung des Kapitäns, der in einem Monat 113 Flugstunden fliegen musste und auf diesem Flug schon 18 Stunden im Dienst war. Bei diesem CFIT (Controlled flight into terrain) wurden 16 der 24 Insassen getötet, sieben Besatzungsmitglieder und 9 Passagiere. Die anderen acht Insassen überlebten den Unfall.[43][44][45]

- Am 27. Juli 1955 wurde eine Lockheed L-149 Constellation der israelischen Fluggesellschaft El Al (4X-AKC) nahe Petric (Bulgarien) abgeschossen. Die Maschine war auf dem Flug von Wien nach Tel Aviv und wurde nach einem Navigationsfehler von bulgarischen Düsenjägern angegriffen, nachdem die Flugbesatzung aufgrund von Navigationsfehlern bulgarischen Luftraum verletzt hatten. Alle 58 Menschen an Bord starben.[46][47]

- Am 17. Dezember 1955 wurde eine Lockheed L-749A Constellation der Air Algérie (F-BAZG) bei einem Trainingsflug auf dem Flughafen Algier-Maison Blanche (Algerien) derart hart gelandet, dass das Hauptfahrwerk durch die Tragflächen hindurchgerammt wurde. Das aus den aufgerissenen Tanks auslaufende Flugbenzin entzündete sich; die Maschine ging schnell in Flammen auf und brannte völlig aus. Alle sechs Besatzungsmitglieder, die einzigen Insassen, überlebten den Unfall; nur eines davon wurde verletzt.[48][49]

- Am 21. Dezember 1955 wurde eine Lockheed L-749A Constellation der US-amerikanischen Eastern Air Lines (N112A) einen Kilometer südwestlich des Flughafens Jacksonville-Imeson (Florida, USA) in den Boden geflogen. Im Anflug in dichtem Nebel kam die Maschine nach links und nach unten vom Sollflugweg des ILS ab; dabei war zu spät das Durchstarten eingeleitet worden. Bei diesem CFIT (Controlled flight into terrain) wurden alle 17 Insassen getötet, fünf Besatzungsmitglieder und 12 Passagiere.[50][51][52]

- Am 27. November 1956 wurde eine Lockheed L-749-79 Constellation der venezolanischen Linea Aeropostal Venezolana (YV-C-AMA) im Anflug auf den Flughafen Caracas (Venezuela) in 2043 Metern Höhe in einen Berg geflogen, noch 18 Kilometer ostsüdöstlich vom Zielflughafen entfernt. Der Unfall ereignete sich aufgrund mehrerer Navigationsfehler, die sich zu einer zeitlichen Fehlberechnung von 9 Minuten addierten. Bei diesem CFIT (Controlled flight into terrain) wurden alle 25 Insassen getötet, sieben Besatzungsmitglieder und 18 Passagiere.[53][54][55]

- Am 10. Juli 1957 musste auf einer Lockheed L-749/C-121A Constellation der Ethiopian Airlines (ET-T-15) etwa 15 Minuten nach dem Start vom Flughafen Khartum (Sudan) das Triebwerk Nr. 2 (links innen) wegen eines Feuers abgestellt werden. Dennoch breitete sich das Feuer weiter aus, weswegen eine Notlandung in flachem Gelände 49 Kilometer von Khartum entfernt durchgeführt wurde. Bei der Bauchlandung wurde das Flugzeug irreparabel beschädigt. Alle 20 Insassen, die sechs Besatzungsmitglieder und 14 Passagiere, überlebten den Unfall.[56]

- Am 2. Juni 1958 wurde eine Lockheed L-749A Constellation der Aeronaves de México (XA-MEV) kurz nach dem Start vom Flughafen Guadalajara (Mexiko) gegen einen Berg geflogen. Bei diesem CFIT (Controlled flight into terrain) wurden alle 45 Insassen getötet, 7 Besatzungsmitglieder und 38 Passagiere.[57]

- Am 24. Dezember 1958 kollidierte eine L-749A Constellation der Air France (F-BAZX) beim Landeanflug auf den Flughafen Wien-Schwechat mit dem Mast einer Stromleitung. Obwohl die Maschine wenig später explodierte, konnten sich alle Insassen rechtzeitig ins Freie retten und es waren keine Todesopfer zu beklagen (siehe auch Air-France-Flug 703).[58]

- Am 12. Mai 1959 kam eine Lockheed L-049E Constellation der US-amerikanischen Capital Airlines (N2735A) bei der Landung auf dem Flughafen Charleston-Kanawha County (West Virginia) von der Bahn ab und brannte aus. Bei dem Unfall starben ein Passagier und ein Besatzungsmitglied.[59]

## 1960er-Jahre
- Am 3. Januar 1960 brach an einer Lockheed L-749A Constellation der US-amerikanischen Eastern Air Lines (N110A) beim Rollen nach der Landung auf dem Flughafen Philadelphia (Pennsylvania, USA) das rechte Hauptfahrwerk zusammen. Die rechte Tragfläche und deren Motoren wurden so stark beschädigt, dass die Maschine abgeschrieben werden musste. Ursache war ein Ermüdungsbruch des Fahrwerkszylinders. Alle 45 Insassen überlebten den Unfall.[60][61]

- Am 14. Juni 1960 wurde eine Lockheed L-749A Constellation der US-amerikanischen Pacific Northern Airlines (N1554V) in 2.740 Metern Höhe (9.000 Fuß) in den Mount Gilbert (Alaska, USA) geflogen. Die Maschine war auf dem Weg von Cordova (Alaska) nach Anchorage und sollte laut Freigabe in einer Höhe von 10.000 Fuß fliegen. Sie befand sich außerdem 52 Kilometer rechts von der vorgeschriebenen Flugstrecke. Bei diesem CFIT (Controlled flight into terrain) wurden alle 14 Insassen getötet, fünf Besatzungsmitglieder und 9 Passagiere.[62][63]

- Am 26. Januar 1961 wurde eine Lockheed L-049 Constellation der brasilianischen Panair do Brasil (PP-PDC) bei der Landung auf dem Flughafen Belo Horizonte–Pampulha (Brasilien) zu spät und mit zu hoher Geschwindigkeit aufgesetzt. Die Piloten führten dann absichtlich einen Ringelpiez herbei, um ein Überschießen des Landebahnendes zu verhindern. Die Maschine kam in einem Graben neben der Landebahn zum Liegen und wurde irreparabel beschädigt. Alle 59 Insassen, sechs Besatzungsmitglieder und 53 Passagiere, überlebten den Unfall.[64]

- Am 20. Juni 1961 wurde eine Lockheed L-749A Constellation der US-amerikanischen International Aircraft Services (N5595A) auf dem Flughafen Oakland (Kalifornien, USA) irreparabel beschädigt. Eine im Schlepp befindliche Douglas DC-7 der Overseas National Airways (N312A) kollidierte mit der Constellation, riss das gesamte Leitwerk ab und beschädigte das Rumpfheck und die Tragfläche schwer. Alle Insassen der Constellation blieben unverletzt.[65][66][67]

- Am 1. September 1961 stürzte eine L-049 Constellation der US-amerikanischen TWA (N86511) nach dem Start vom Flughafen Chicago Midway bei Hinsdale, Illinois (USA) aufgrund eines Schadens am Höhenruder ab. Alle 78 Personen an Bord starben (siehe auch Trans-World-Airlines-Flug 529).[68]

- Am 8. November 1961 fielen bei einer Lockheed L-049E Constellation der US-amerikanischen Imperial Airlines (N2737A) im Flug beide rechte Triebwerke (Nr. 3 und 4) aus. Ursache war eine Fehlbedienung durch den auszubildenden Flugingenieur, wodurch deren Treibstoffversorgung wegen eines falsch verschalteten Tanks zum Erliegen kam. Im Anflug für eine Notlandung auf dem Flughafen Richmond-Byrd (Virginia, USA) änderte der Kapitän plötzlich unkoordiniert die gewählte Landebahn und wollte das Fahrwerk ausfahren, was aber wegen Fehlbedienung des Hydrauliksystems misslang. Beim Versuch des Durchstartens mit nur den 2 funktionierenden linken Triebwerken überlastete er das Triebwerk Nr. 1, was auch zu dessen Ausfall führte. Das Flugzeug stürzte 1500 Meter vor der Landebahn ab, fing Feuer und brannte aus. Dabei wurden 77 der 79 Insassen getötet, alle 74 Passagiere und drei der fünf Besatzungsmitglieder. Der Kapitän und der Flugingenieur überlebten als Einzige.[69][70]

- Am 11. November 1961 verschwand eine Lockheed L-749A Constellation der Air Haiti International (HH-ABA) auf einem Frachtflug von San Juan (Puerto Rico) (USA) nach Managua (Nicaragua) über dem Meer. Das Lufttüchtigkeitszeugnis des Flugzeugs war für diesen Flug nicht gültig, das Medizinische Flugtauglichkeitszeugnis des Kapitäns war abgelaufen, weder der Erste Offizier noch der Flugingenieur hatten eine Musterberechtigung für diesen Flugzeugtyp und noch nicht einmal eine Berechtigung zum Fliegen mehrmotoriger Flugzeuge! Alle 3 Besatzungsmitglieder werden vermisst und kamen wahrscheinlich ums Leben.[71][72]

- Am 28. Februar 1962 wurde mit einer Lockheed L-049 Constellation der brasilianischen Panair do Brasil (PP-PCR) auf dem Flughafen Rio de Janeiro-Galeão (Brasilien) eine geplante Bauchlandung durchgeführt. Die in Belo Horizonte gestartete Maschine war auf dem Weg zum Flughafen Belém/Val-de-Cans, als es nach dem Start Probleme mit dem Fahrwerk gab. Die Piloten entschieden sich, nach Rio de Janeiro auszuweichen und dort kontrolliert mit teilweise eingefahrenem Fahrwerk zu landen. Alle 25 Insassen überlebten den Unfall. Das Flugzeug wurde stark beschädigt und aus dem Verkehr gezogen.[73]

- Am 26. April 1962 verunglückte eine Lockheed L-749A Constellation der US-amerikanischen Luftfahrtbehörde Federal Aviation Administration (N116A) bei der Landung auf dem Flughafen Canton Island im Pazifik (heute Kiribati). Während des Trainingsflugs hatte sich der Propeller Nr. 4 (rechts außen) unbemerkt in den Modus für Umkehrschub verstellt. Beim Aufsetzen schlug die rechte Tragflächenspitze auf dem Boden auf, woraufhin sich das Flugzeug überschlug und in Rückenlage in knapp einem Meter tiefen Wasser zum Liegen kam. Dabei kamen 5 Insassen ums Leben, alle vier Besatzungsmitglieder und einer der beiden Passagiere.[74][75]

- Am 14. Dezember 1962 wurde eine offenbar intakte Lockheed L-049 Constellation der Panair do Brasil (PP-PDE) auf einem Linienflug von Belém nach Manaus im brasilianischen Bundesstaat Amazonas ins Gelände geflogen. Im Anflug auf den Flughafen Manaus-Ponta Pelada (Brasilien) hatte die Besatzung gemeldet „noch 6 Minuten bis zum Platz“, allerdings erst 15 Minuten später gefragt, ob man am Boden die Motoren des Flugzeugs hören könne. Das Wrack wurde bei Rio Preto da Eva gefunden, etwa 45 Kilometer von Manaus entfernt. Das Flugzeug war im Horizontalflug und in Reiseflugkonfiguration in Bäume geflogen. Bei diesem CFIT (Controlled flight into terrain) wurden alle 50 Insassen, 7 Besatzungsmitglieder und 43 Passagiere, getötet (siehe auch Flugunfall der Panair do Brasil bei Manaus).[76][77][78]

- Am 11. Januar 1963 wurde eine Lockheed L-749A Constellation der französischen Zivilluftfahrtbehörde Secrétariat Général à l’Aviation Civile (SGAC) (F-BAZM) bei Périllos (Département Pyrénées-Orientales, Frankreich), etwa 22 Kilometer von Perpignan entfernt, in die Flanke des kleinen Bergs Mont Lapalme geflogen. In einer Höhe von nur 700 Metern flog die Maschine bei Nebel frontal in den Berggipfel. Das Flugzeug befand sich auf einem Trainingsflug vom und zum Flughafen Toulouse-Francazal. Bei diesem CFIT (Controlled flight into terrain) wurden alle 12 Besatzungsmitglieder getötet, die einzigen Insassen.[79][80]

- Am 1. März 1964 wurde eine Lockheed L-049 Constellation der US-amerikanischen Paradise Airlines (N86504) 17 Kilometer nordöstlich des Zielflughafens Lake Tahoe (Kalifornien, USA) in einer Höhe von 2640 Metern in den Berg Genoa Peak geflogen, nahe der Ortschaft Zephyr Cove (Nevada). Die vom Flughafen San José kommende Maschine war nach Sichtflugregeln unterwegs. Das Wetter am Zielort war außerhalb der hierfür zulässigen Grenzen mit Wolken in 600 Metern über der Flughafenhöhe, einer Sicht von 4800 Metern und Schneeschauern. Der Anflug wurde abgebrochen, der Flug in Richtung Nordnordost fortgesetzt, allerdings in Wolken und unterhalb der notwendigen Mindestsicherheitshöhe in dem bergigen Gelände, bis das Flugzeug auf dem Bergrücken aufschlug. Außerdem wurde ermittelt, dass die Piloten den Flug in Vereisungsbedingungen fortsetzten, obwohl die Maschine nicht mit funktionierenden Enteisungsvorrichtungen ausgerüstet war. Durch diesen CFIT (Controlled flight into terrain) wurden alle 85 Insassen getötet, die vier Besatzungsmitglieder und 81 Passagiere. Dies war der Unfall einer Lockheed Constellation mit den meisten Todesopfern.[81][82][83]

- Am 2. Oktober 1964 kam eine Lockheed L-749A-79 Constellation der luxemburgischen Interocean Airways (LX-IOK) bei einem versuchten Durchstarten auf dem Flughafen Addis Abeba (Äthiopien) von der Landebahn ab. Da die Triebwerksleistung über die mögliche Vollgasstellung hinaus erhöht worden war, kam es zu mehrfachem Triebwerksausfall. Die Maschine geriet in weichen Boden, in den sich der Bug hineingrub. Das Frachtflugzeug war mit einer Ladung Zigaretten aus Dublin (Irland) gekommen und wurde irreparabel beschädigt. Ein Besatzungsmitglied kam ums Leben, die anderen fünf überlebten den Unfall.[84][85]

- Am 27. April 1966 wurde eine Lockheed L-749A Constellation der peruanischen Líneas Aéreas Nacionales (LANSA) (OB-R-771) in einer Höhe von 3840 Metern in den Berg Talaula geflogen, 113 Kilometer südlich des Startflughafens Lima. Die Maschine war auf dem Weg zum Flughafen Cusco (Peru), als sie 25 Minuten nach dem Start und 54 Kilometer abseits der vorgesehenen Strecke in den Berg prallte. Auf der tatsächlich geflogenen Route hätte sie nach der kurzen Flugzeit mit ihrem aktuellen Fluggewicht niemals die Berggipfel überfliegen können. Möglicherweise war der kurzfristig für den Flug eingeteilte US-amerikanische Kapitän nach weniger als 6 Stunden Schlaf übermüdet; jedenfalls war dies schon sein 113. Flug auf dieser Strecke. Auch der 22-jährige Erste Offizier könnte übermüdet gewesen sein, da er in den 30 Tagen vor dem Unfall 136 Flugstunden absolvieren musste, ebenso wie der Flugingenieur mit 126 Stunden. Die einzige mögliche Erklärung, warum die Maschine bei klarem Himmel und sehr guter Sicht in den Berg geflogen wurde, war der Versuch des Kapitäns, um jeden Preis eine Abkürzung zu nutzen, die jedoch aufgrund der Leistungsdaten des Flugzeugs nicht fliegbar war. Bei diesem CFIT (Controlled flight into terrain) wurden alle 49 Insassen, sechs Besatzungsmitglieder und 43 Passagiere, getötet. Nach weiteren Unfällen mit fast 200 Toten wurde der LANSA wegen genereller Sicherheitsprobleme und Fälschung der Aufzeichnungen die Betriebserlaubnis entzogen.[86][87][88]

- Am 6. Juni 1966 wurde eine Lockheed L-749A Constellation der US-amerikanischen Pacific Northern Airlines (N86523) bei einer harten Landung auf dem Flughafen Kenai (Alaska, USA) irreparabel beschädigt. Der Rumpf wurde teilweise verknittert. Alle Besatzungsmitglieder, die einzigen Insassen auf dem Frachtflug, überlebten den Landeunfall.[89][90]

- Am 15. August 1966 verunglückte eine Lockheed L-749A Constellation der US-amerikanischen Luftfahrtbehörde Federal Aviation Administration (N65) bei einer Notlandung auf der Tachikawa Air Base (Japan). Während des Reiseflugs musste zuerst das Triebwerk Nr. 1 (links außen) abgestellt werden, kurz darauf auch Triebwerk Nr. 2 (links innen), wodurch ein Teil der Hydrauliksysteme ausfiel. Kurz vor dem Aufsetzen drehte die Maschine nach rechts, verließ die Landebahn und überquerte zwei Entwässerungsgräben, wobei das gesamte Fahrwerk zusammenbrach. Alle fünf Besatzungsmitglieder überlebten den Unfall.[91][92]

- Am 4. August 1969 verunglückte eine Lockheed L-749A Constellation der US-amerikanischen Trans Southern Corp. (N120A) beim Startversuch von einer Farmpiste bei Araçatuba (São Paulo (Bundesstaat), Brasilien). Die Maschine hatte auf einem Schmuggelflug 15 Tonnen Zigaretten und Tabak befördert und wurde bei dem Unfall zerstört. Alle fünf Besatzungsmitglieder überlebten den Unfall.[93][94]

- Am 28. November 1969 stürzte eine Lockheed L-749A Constellation der Regierung von Biafra (5N-85H) in die algerischen Berge bei Oukaimeden an der algerisch-marokkanischen Grenze, nachdem drei der vier Triebwerke ausgefallen waren. Die Maschine war während des Biafra-Krieges auf dem Weg von Lissabon und/oder Faro über den Flughafen São Tomé zur Urwaldpiste Uli Airstrip (Biafra). Das Wrack wurde erst nach 8 Monaten, im Juli 1970, gefunden. Alle 8 Insassen, Besatzungsmitglieder und Passagiere, kamen ums Leben.[95][96]

## 1970er-Jahre
- Am 29. Mai 1972 verunglückte eine Lockheed L-149 Constellation der brasilianischen Amazonese Importação e Exportação (PP-PDG) im Amazonasgebiet zwischen Cruzeiro do Sul und Rio Branco. Wenige Minuten nach dem Start vom Flughafen Cruzeiro do Sul fielen mehrere Triebwerke aus. Der Höhenverlust ließ sich auch durch den Abwurf von Frachtstücken nicht aufhalten. Beim Versuch einer Notlandung auf einer Landstraße streifte die Maschine Bäume und stürzte in ein Waldstück. Bei dem Unfall kamen 9 von 18 Personen an Bord ums Leben. Nach einem viertägigen Stillstand war die Maschine direkt von LKW betankt worden. Dabei waren aufgewirbelte Verunreinigungen in die Tanks gepumpt worden, die zu den Triebwerksausfällen geführt hatten (siehe auch Flugunfall einer Lockheed Constellation bei Cruzeiro do Sul).[97]

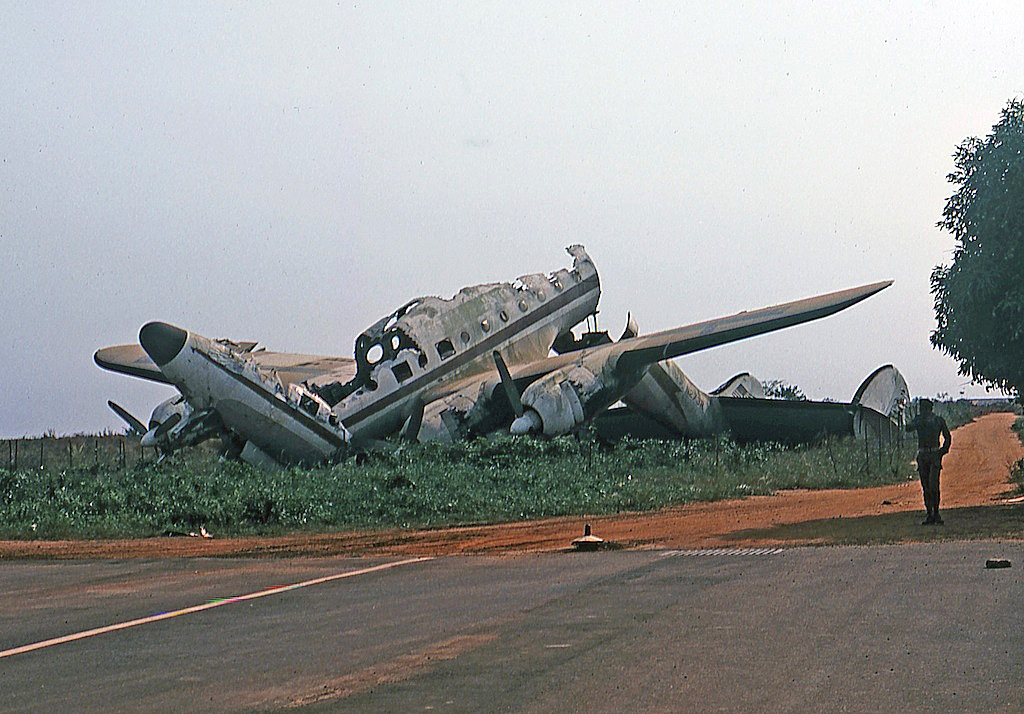
Die im Oktober 1977 in Lomé ausgebrannte L-749

- Am 22. Oktober 1977 wurde eine Lockheed L-749A-79-52 Constellation der US-amerikanischen Lanzair (N273R) auf dem Flughafen Lomé (Togo) durch ein Feuer zerstört. Die Ursache war Brandstiftung. Über Personenschäden ist nichts bekannt.[98][99]

- Am 21. Juni 1979 kam es bei einer als Agrarflugzeug eingesetzten Lockheed L-749/VC-121B Constellation der kanadischen Beaver Air Spray (C-GXKS) zu einem Hydraulikausfall. Daher wurde eine Sicherheitslandung auf dem Flugplatz von Rivière-du-Loup (Québec, Kanada) durchgeführt. Wegen des Ausfalls der Bremsen und einiger Bedienungsfehler überrollte die Maschine das Ende der rund 1800 Meter langen Landebahn um 335 Meter. Sie wurde dabei irreparabel beschädigt. Alle vier Besatzungsmitglieder überlebten den Unfall.[100][101]

- Am 31. August 1979 wurde eine Lockheed L-049-46-26 Constellation der Aerovías Quisqueyana aus der Dominikanischen Republik (HI-260) auf dem Flughafen Santo Domingo-Las Américas (Santo Domingo, Dominikanische Republik) durch den Hurrikan David zerstört. Über Personenschäden ist nichts bekannt.[102]

## 1980er-Jahre
- Am 26. Oktober 1981 wurde eine Lockheed L-749A/VC-121B Constellation der Aerolineas Argo aus der Dominikanischen Republik (HI-328) im Anflug auf den Flughafen Saint Thomas-Cyril E. King (Amerikanische Jungferninseln, USA) 5,6 Kilometer westlich davon in die Karibik geflogen. Bei starkem Regen wurde eine Kurve derart niedrig ausgeführt, dass die rechte Tragflächenspitze das Wasser berührte und das Flugzeug sich überschlug. Der Bug wurde abgerissen, weshalb die drei Besatzungsmitglieder getötet wurden. Die beiden Passagiere auf dem Frachtflug überlebten, da die Maschine noch 15 Stunden schwamm.[103][104]

- Im Jahr 1988 (genaues Datum unbekannt) kam es bei einer Lockheed L-749A Constellation der Aerochago Airlines aus der Dominikanischen Republik (HI-422) bei der Landung auf dem Flughafen Santo Domingo-Las Américas (Santo Domingo, Dominikanische Republik) zu heftigem Bugradflattern. Die vordere Rumpfstruktur des voll beladenen Frachtflugzeugs wurde überlastet und das Flugzeug irreparabel beschädigt. Alle Insassen überlebten den Unfall. Dies war der letzte Totalverlust einer Lockheed Constellation (nicht zu verwechseln mit der Lockheed L-1049 Super Constellation).[105][106]